# Martwia
Martwia – jezioro w woj. zachodniopomorskim, w powiecie wałeckim, w gminie Tuczno, leżące na Równinie Drawskiej.

## Dane morfometryczne
Powierzchnia zwierciadła wody według różnych źródeł wynosi od 62,5 ha przez 66,1 ha do 73,69 ha.
Zwierciadło wody położone jest na wysokości 72,6 m n.p.m. lub 72,1 m n.p.m. Średnia głębokość jeziora wynosi 7,7 m, natomiast głębokość maksymalna 25,0 m.
Na podstawie badań przeprowadzonych w 1997 roku wody jeziora zaliczono do I klasy czystości.

## Hydronimia
Według urzędowego spisu opracowanego przez Komisję Nazw Miejscowości i Obiektów Fizjograficznych (KNMiOF) nazwa tego jeziora to Martwia. W różnych publikacjach i na mapach topograficznych jezioro to występuje pod nazwą Martwe, Marta, Martwica lub Martew.